# Орландини, Пьерлуиджи
Пьерлуиджи Орландини (итал. Pierluigi Orlandini; род. 9 октября 1972 года, Сан-Джованни-Бьянко) — итальянский футболист и футбольный тренер. Забил первый золотой гол в истории футбола.

## Карьера

### Игрок

#### Клубная карьера
Наблюдатели «Аталанты» достаточно рано заметили молодого Пьерлуиджи Орландини и пригласили его в детскую команду. Он начал выступать в Серии А с сезона 1990/91 года, проведя за основную команду 14 матчей. В 1992 году Орландини на правах аренды отправился в клуб «Лечче», где провел отличный сезон, сыграв 29 матчей и отметившись 3 голами. Вернувшись в Бергамо, он забил 5 голов в 23 матчах, после чего был замечен скаутами «Интера» и куплен за 4,5 миллиарда лир. За два сезона в стане черно-синих Орландини сыграл 30 матчей и забил 4 мяча.
В 1996 году футболист провел сезон в «Вероне», затем ещё два — в «Парме». В 1999 году он вернулся в Милан, чтобы стать игроком одноименного клуба. Карьера в «Милане» не сложилась и отыграв всего два матча, Орландини сначала оказался в аренде, а после — сменил клуб
Пьерлуиджи Орландини завершил карьеру в 2003 году, выступая за «Бриндизи» в Серии C. Затем он сменил несколько клуб низших дивизионов чемпионата Италии, где успел отметиться 10 забитыми мячами.

#### Карьера в сборной
Орландини не выступал за основную сборную Италию, но успел сыграть за юношескую и молодёжные команды. Футболист помог молодежной сборной завоевать титул чемпиона Европы. 20 апреля 1994 года в Монпелье прошел финал чемпионата, где итальянцам противостояла сборная Португалии. Чтобы выявить победителя потребовалось дополнительное время. На 97-й минуте Орландини забил в ворота португальцев из-за пределов штрафной. Это был первый золотой гол в истории футбола, и второй чемпионский титул в копилке молодежной сборной Италии.

### Тренер
Закончив футбольную карьеру в 2007 году, Орландини пробует себя на тренерском поприще. Он тренирует молодёжные, юношеские и любительские команды Италии.

## Достижения
«Парма»
- Обладатель Кубка УЕФА: 1998/99
- Обладатель Кубка Италии: 1998/99

 «Бриндизи»
Обладатель Кубка Серии C: 2002/03
 Сборная Италии до 21 года
- Чемпион Европы среди юношей до 21 года: 1994